# South East England
South East England (Sud Estul Angliei) este una dintre cele nouă regiuni ale Angliei. 

## Diviziuni administrative
Regiunea este formată din următoarele comitate (ceremoniale și ne-metropolitate) și autorități unitare:
| Comitat ceremonial | Comitat/Autoritate unitară | Districte |
| ------------------ | -------------------------- | --- |
| Berkshire          | West Berkshire             | West Berkshire |
| Berkshire          | Reading                    | |
| Berkshire          | Wokingham                  | |
| Berkshire          | Bracknell Forest           | |
| Berkshire          | Windsor and Maidenhead     | |
| Berkshire          | Slough                     | |
| Buckinghamshire    | Buckinghamshire            | South Bucks, Chiltern, Wycombe, Aylesbury Vale                                                                                             |
| Buckinghamshire    | Milton Keynes              | |
| East Sussex        | East Sussex                | Hastings, Rother, Wealden, Eastbourne, Lewes                                                                                               |
| East Sussex        | Brighton & Hove            | |
| Hampshire          | Hampshire                  | Gosport, Fareham, Winchester, Havant, East Hampshire, Hart, Rushmoor, Basingstoke and Deane, Test Valley, Eastleigh, New Forest            |
| Hampshire          | Southampton                | |
| Hampshire          | Portsmouth                 | |
| Isle of Wight      |                            | |
| Kent               | Kent                       | Dartford, Gravesham, Sevenoaks, Tonbridge and Malling, Tunbridge Wells, Maidstone, Swale, Ashford, Shepway, Canterbury, Dover, Thanet      |
| Kent               | Medway                     | |
| Oxfordshire        | Oxfordshire                | Oxford, Cherwell, South Oxfordshire, Vale of White Horse, West Oxfordshire                                                                 |
| Surrey             | Surrey                     | Spelthorne, Runnymede, Surrey Heath, Woking, Elmbridge, Guildford, Waverley, Mole Valley, Epsom and Ewell, Reigate and Banstead, Tandridge |
| West Sussex        | West Sussex                | Worthing, Arun, Chichester, Horsham, Crawley, Mid Sussex, Adur                                                                             |